# 泰它西普
泰它西普（Telitacicept，研发代号RC18，商品名泰爱）是荣昌生物研发的TACI-Fc融合蛋白，由人跨膜激活剂及钙调亲环素配体相互作用因子(TACI)受体的胞外域以及人免疫球蛋白G (IgG)的可结晶片段(Fc)域构成，将B淋巴细胞刺激因子（BLyS）受体跨膜蛋白活化物（TACI）的胞外特定的可溶性部分，与人免疫球蛋白G1（IgG1）的可结晶片段（Fc）构建成的融合蛋白。由于TACI受体对BLyS和增殖诱导配体（APRIL）具有很高的亲和力，泰它西普可以阻止BLyS和APRIL与它们的细胞膜受体、B细胞成熟抗原、B细胞活化分子受体之间的相互作用，从而达到抑制BLyS和APRIL的生物学活性的作用，已于2021年3月12日在中国获得国家药监局（NMPA）批准上市。

## 临床应用
泰它西普与常规治疗联合，适用于在常规治疗基础上仍具有高疾病活动的活动性、自身抗体阳性的系统性红斑狼疮（SLE）成年患者。

## 副作用
临床试验（NCT02885610）结果显示，接受240 mg、160 mg及80 mg泰它西普治疗的治疗组和安慰剂组不良事件发生率分别为93.5%、92.1%、90.3%和82.3%，严重不良事件发生率分别为12.9%、15.9%、12.9%和16.1%，其中240 mg泰它西普剂量组出现一例死亡，被认为与试验药物无关。常见的副作用包括上呼吸道感染和输注反应。